# Straßenbahn Göteborg
Die Straßenbahn Göteborg (Schwedisch: Göteborgs spårväg) ist mit einer Gleislänge von 161 km eines der größten Straßenbahnsysteme Nordeuropas. Da große Teile der Innenstadt für den motorisierten Individualverkehr (außer Anliegern und Lieferanten) gesperrt sind, ist die Straßenbahn das bevorzugte Verkehrsmittel der Göteborger.
Göteborg ist neben Norrköping und Stockholm die einzige Stadt in Schweden, die ihre Straßenbahn (schwedisch: Göteborgs spårvägar) nach der Umstellung von Links- auf Rechtsverkehr 1967 (Dagen H) dauerhaft behalten hat. Heute verkehren in der Stadt insgesamt zwölf Straßenbahnlinien.

## Geschichte

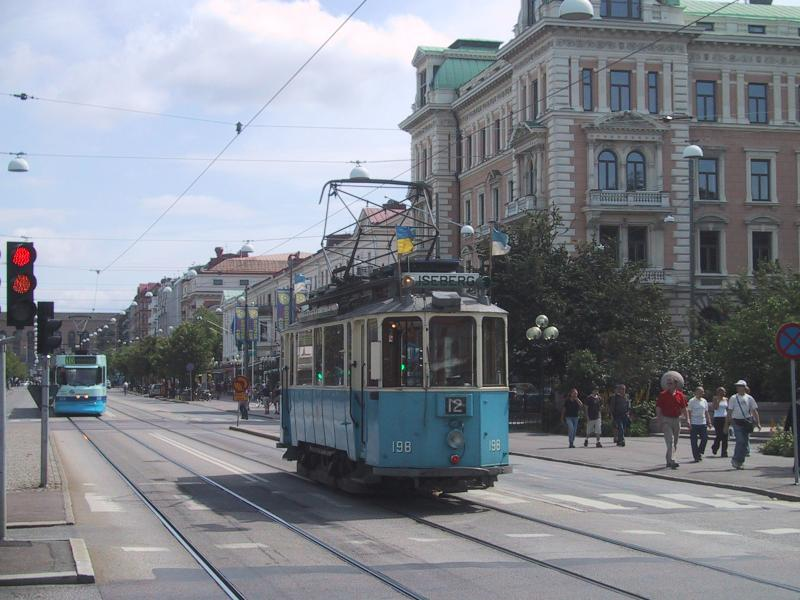
Historischer Wagen der Straßenbahn in Göteborg von ASEA aus den 1920er Jahren

Die erste Straßenbahn in Göteborg war eine Pferdestraßenbahn zwischen Brunnsparken und Stigbergsliden. Der Betrieb wurde am 24. September 1879 aufgenommen. Sie hatte eine Spurweite von 1000 mm (Meterspur). Im Jahr darauf folgte eine Linie zum Drottningstorget. Ab dem 18. August 1902 löste die elektrische Straßenbahn mit der Spurweite von 1435 mm (Regelspur) die Pferdebahn ab, deren letzte Strecke am 28. Oktober des gleichen Jahres eingestellt wurde.
In den 1960er Jahren (der „Stadsbaneplan“ wurde 1967 ausgelegt) gab es Pläne, das Straßenbahnsystem in ein Stadtbahnsystem mit Tunneln durch das Zentrum umzuwandeln. Es zeigte sich, dass Tunnel aufgrund des lehmigen Bodens sehr teuer geworden wären. Das Projekt soll wieder aufgenommen werden. Heute gibt es fünf Streckenäste mit vom übrigen Verkehr getrennten Gleisen (Stadtbahnbetrieb): Hisingen (Linie 5 und 6 nach Länsmansgården), Angered (4, 8 und 9), Östra Sjukhuset (Linie 1 und 5), Kortedala/Bergsjön (6, 7 und 11) und Tynnered (1, 7 und 8). Daneben gibt es drei Streckenäste mit gemeinsamer Straßenbenutzung (Straßenbahnbetrieb): Mölndal (Linie 2 und 4), Kålltorp/Torp (Linie 3) und Saltholmen (11 und im Sommer 9).
Die Eröffnungen der Stadtbahnäste:
- 1944 Vågmästareplatsen nach Eketrägatan (aktuell Schleife Lundby Egna Hem) – H
- 1957 Bellevue nach Kortedala, Aprilgatan – KB
- 1959 nach Biskopsgården, Väderilsgatan – H
- 1962 Linnéplatsen und Högsbogatan nach Marklandsgatan – T (zwischen Linnéplatsen und Frölundaborg auf der Trasse der ehemaligen Göteborg–Särö Järnväg)[2]
- 1963 Marklandsgatan nach Högsbotorp, Axel Dahlströms Torg – T
- 1964 nach Frölunda Torg – T
- 1964 nach Länsmansgården, Varmfrontsgatan – H
- 1966 nach Tynnered, Opaltorget
- 1969 Alter VGJ-Bahnhof (nähe Hbf) nach Hjällbo – A
- 1970 nach Bergsjön, Komettorget – KB
- 1972 Hjällbo nach Angered Storås (mit Tunnelbahnhof Hammarkullen) – A
- 1978 Storås nach Angered Centrum
- 1982 Vidkärr, Kaggeledstorget – Östra Sjukhuset – ÖS

### Unfälle
Am 20. Juni 2025 gegen 00:49 Uhr entgleiste ein Straßenbahnzug bei der Haltestelle Valand. Der Zug fuhr die von Vasaplatsen kommend in der Straße Vasagatan mit erhöhter Geschwindigkeit. Beim Abbiegen in Richtung Avenyn entgleiste er im Gleisbogen und fuhr geradeaus weiter über den Straßenbelag in eine freistehende Imbissstube (Lage), die durch den Aufprall komplett zerstört wurde. Acht Personen wurden teils schwer verletzt. Am Morgen wurde das verunfallte Fahrzeug abgeschleppt und der Verkehr zu Mittag wieder aufgenommen.

## Linien
| Linie                   | Linienweg | Länge | Halte | Fahrzeit | Reisege- schwindigkeit | Fahrgäste /Tag |
| ----------------------- | --- | --- | --- | --- | --- | --- |
| 1                       | Tynnered ↔ Östra Sjukhuset | 15,59 km | 33 | 47/49 min | 19,1 km/h | 32 500 |
| 2                       | Högsbotorp ↔ Mölndal | 12,9 km | 27 | 40 min | | |
| 3                       | Marklandsgatan ↔ Kålltorp | 12,68 km | 30 | 44/45 min | 16,9 km/h | 32 400 |
| 4                       | Mölndal ↔ Angered | 19,26 km | 21 | 41/40 min | 28,2 km/h | 27 400 |
| 5                       | Östra Sjukhuset ↔ Länsmansgården | 17,1 km | 36 | 45 min | | |
| 6                       | Länsmansgården ↔ Kortedala | 24,55 km | 46 | 71/71 min | 20,7 km/h | 43 400 |
| 7                       | Tynnered ↔ Bergsjön | 21,05 km | 35 | 54/55 min | 23,0 km/h | 35 900 |
| 8                       | Frölunda ↔ Angered | 21,31 km | 25 | 46/47 min | 27,2 km/h | 19 600 |
| 9                       | Kungssten ↔ Angered | 18,98 km | 21 | 43/43 min | 26,5 km/h | 25 600 |
| 10                      | Guldheden ↔ Eketrägatan/Biskopsgården | 8,79 km | 17/23 | 24/31 / 25/32 min | 21,7 km/h | 15 600 |
| 11                      | Saltholmen ↔ Bergsjön | 21,83 km | 38 | 58/58 min | 22,6 km/h | 38 000 |
| 12                      | geplante Linie. Wird am Nordufer des Gota älv entlangführen. | geplante Linie. Wird am Nordufer des Gota älv entlangführen. | geplante Linie. Wird am Nordufer des Gota älv entlangführen. | geplante Linie. Wird am Nordufer des Gota älv entlangführen. | geplante Linie. Wird am Nordufer des Gota älv entlangführen. | geplante Linie. Wird am Nordufer des Gota älv entlangführen. |
| 13                      | Sahlgrenska ↔ Brämaregården | 7,9 km | 13 | 23 min | | |
| 14                      | Seit 2006 ungenutzte Liniennummer. Sie hatte den Verlauf Centralstationen – Krokslätt | Seit 2006 ungenutzte Liniennummer. Sie hatte den Verlauf Centralstationen – Krokslätt | Seit 2006 ungenutzte Liniennummer. Sie hatte den Verlauf Centralstationen – Krokslätt | Seit 2006 ungenutzte Liniennummer. Sie hatte den Verlauf Centralstationen – Krokslätt | Seit 2006 ungenutzte Liniennummer. Sie hatte den Verlauf Centralstationen – Krokslätt | Seit 2006 ungenutzte Liniennummer. Sie hatte den Verlauf Centralstationen – Krokslätt |
| Lisebergslinjen         | „Liseberg-Linie“, mit Museumsfahrzeugen betrieben. Ihr Verlauf: Centralstationen – Liseberg (– Sankt Sigfrids plan) | „Liseberg-Linie“, mit Museumsfahrzeugen betrieben. Ihr Verlauf: Centralstationen – Liseberg (– Sankt Sigfrids plan) | „Liseberg-Linie“, mit Museumsfahrzeugen betrieben. Ihr Verlauf: Centralstationen – Liseberg (– Sankt Sigfrids plan) | „Liseberg-Linie“, mit Museumsfahrzeugen betrieben. Ihr Verlauf: Centralstationen – Liseberg (– Sankt Sigfrids plan) | „Liseberg-Linie“, mit Museumsfahrzeugen betrieben. Ihr Verlauf: Centralstationen – Liseberg (– Sankt Sigfrids plan) | „Liseberg-Linie“, mit Museumsfahrzeugen betrieben. Ihr Verlauf: Centralstationen – Liseberg (– Sankt Sigfrids plan) |
| Övningsvagn             | Fahrschul- und Sonderlinie: Linienkennung wird für Ausbildungsfahrten der Fahrer (ohne Fahrgäste) eingesetzt, sowie bei besonderen Anlässen. Ein Beispiel waren die Leichtathletik-Europameisterschaften im August 2006, als sie für Teilnehmer des Sportwettbewerbes verkehrte. | Fahrschul- und Sonderlinie: Linienkennung wird für Ausbildungsfahrten der Fahrer (ohne Fahrgäste) eingesetzt, sowie bei besonderen Anlässen. Ein Beispiel waren die Leichtathletik-Europameisterschaften im August 2006, als sie für Teilnehmer des Sportwettbewerbes verkehrte. | Fahrschul- und Sonderlinie: Linienkennung wird für Ausbildungsfahrten der Fahrer (ohne Fahrgäste) eingesetzt, sowie bei besonderen Anlässen. Ein Beispiel waren die Leichtathletik-Europameisterschaften im August 2006, als sie für Teilnehmer des Sportwettbewerbes verkehrte. | Fahrschul- und Sonderlinie: Linienkennung wird für Ausbildungsfahrten der Fahrer (ohne Fahrgäste) eingesetzt, sowie bei besonderen Anlässen. Ein Beispiel waren die Leichtathletik-Europameisterschaften im August 2006, als sie für Teilnehmer des Sportwettbewerbes verkehrte. | Fahrschul- und Sonderlinie: Linienkennung wird für Ausbildungsfahrten der Fahrer (ohne Fahrgäste) eingesetzt, sowie bei besonderen Anlässen. Ein Beispiel waren die Leichtathletik-Europameisterschaften im August 2006, als sie für Teilnehmer des Sportwettbewerbes verkehrte. | Fahrschul- und Sonderlinie: Linienkennung wird für Ausbildungsfahrten der Fahrer (ohne Fahrgäste) eingesetzt, sowie bei besonderen Anlässen. Ein Beispiel waren die Leichtathletik-Europameisterschaften im August 2006, als sie für Teilnehmer des Sportwettbewerbes verkehrte. |
| Legende: 1. 2. 3. 4. 5. | | | | | | |

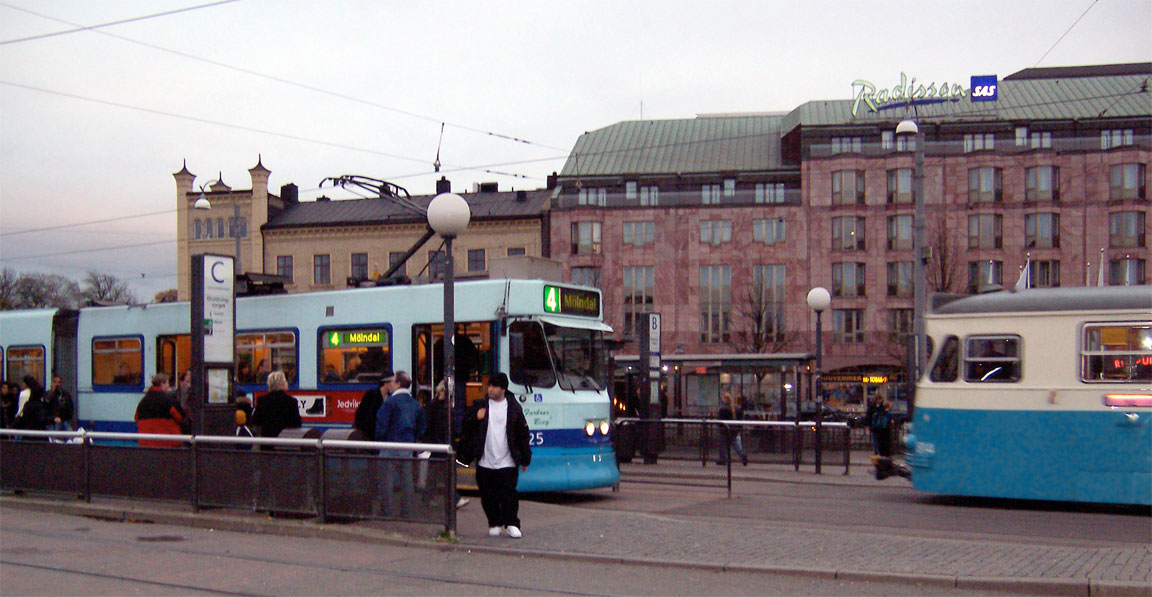
Linien 4 (links) und 14 (rechts) treffen sich am Hauptbahnhof.

Die meisten Linien begegnen sich an der Haltestelle Brunnsparken, die der zentrale Umsteigepunkt des ÖPNV in Göteborg ist. Ausnahmen sind die Linien 8 und 13. Der Hauptbahnhof (Centralstationen) ist ebenfalls ein wichtiger Umsteigepunkt, da dort Fahrgäste nicht nur aus den Zügen, sondern auch vom benachbarten Omnibusbahnhof (Nils Ericsonterminalen) kommen, an dem Regionalbusse, Reisebusse und Flughafenbusse zum Flughafen Göteborg/Landvetter und zum Flughafen Göteborg/Säve halten. Korsvägen ist eine weitere wichtige Haltestelle, an der sich die Linien 6 und 8 treffen, die ins Stadtzentrum und nach Mölndal führen. Die meisten Straßenbahnlinien verkehren auf der Südseite des Göta älv; nur die Linien 5, 6, 10 und 13 überqueren den Fluss und erreichen die Insel Hisingen.

## Fahrzeuge

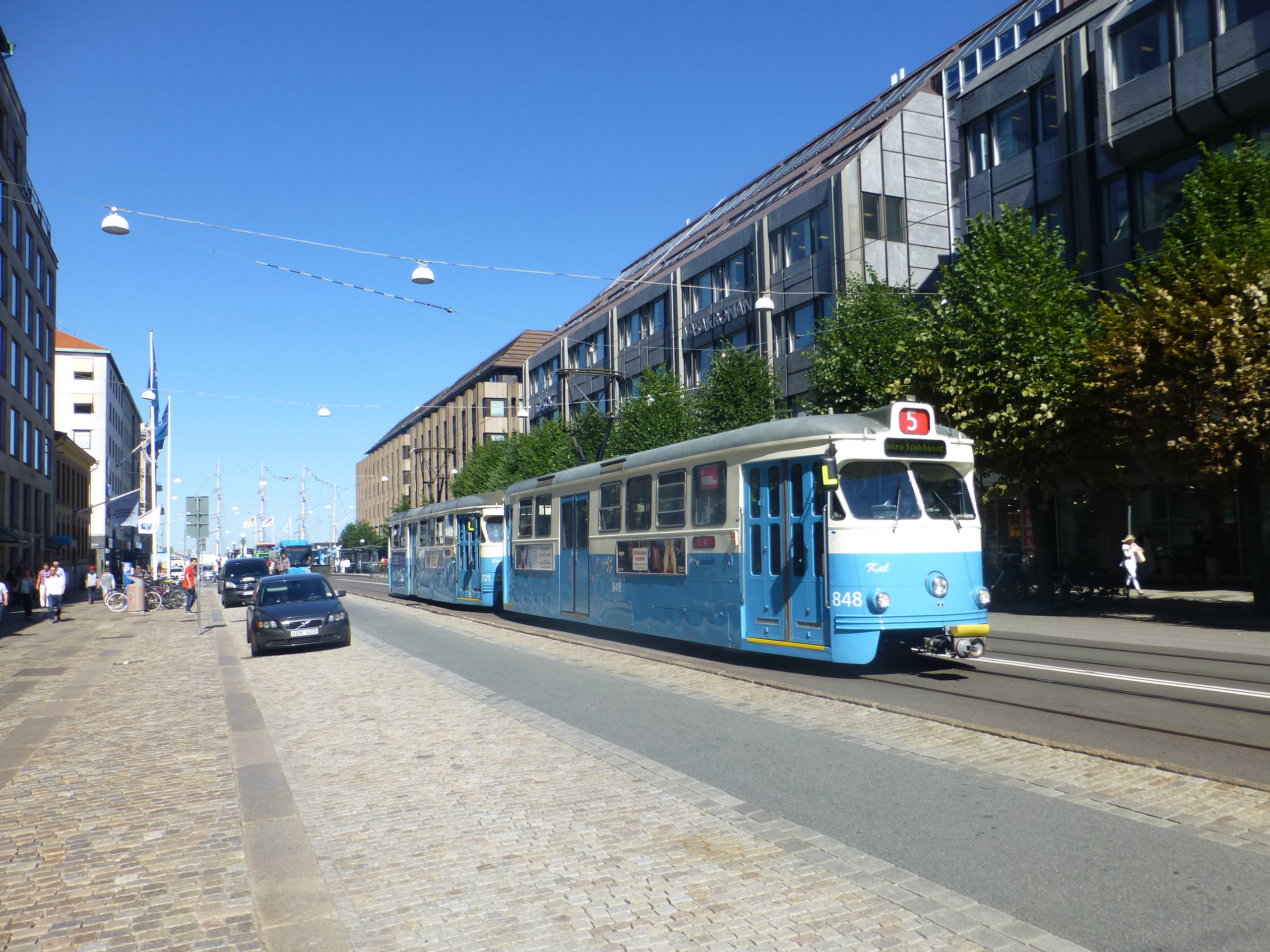
Typ M29

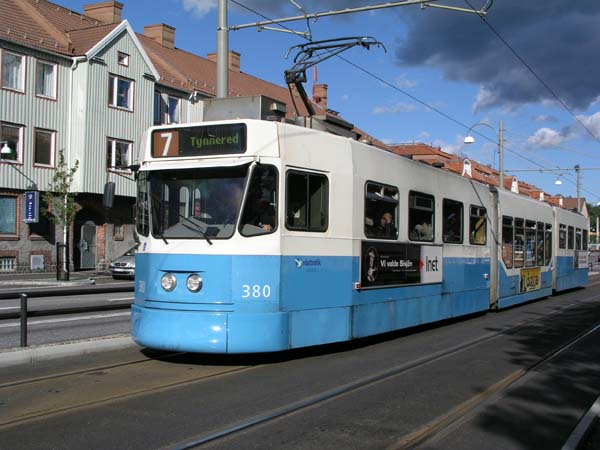
Triebwagen mit Niederflurmittelteil, Typ M31

### Gegenwärtige Fahrzeugflotte
2014 wurde der Betrieb mit 263 Triebwagen durchgeführt. Diese gliederten sich in:
- 60 Wagen des Typs M28 (70 Wagen zwischen 1965 und 1967 von ASJ, Linköping, beschafft)
- 58 Wagen des Typs M29 (60 Wagen zwischen 1969 und 1972 von Hägglund & Söner, Örnsköldsvik, beschafft),
- 80 Wagen des Typs M31 (Triebwagen mit Niederflur-Mittelteil, beschafft zwischen 1984 und 1992 von ASEA/ABB, Västerås). Die Fahrzeuge wurden ursprünglich als M21 beschafft und jeweils zwei Triebwagen verkehrten gekuppelt. Zwischen 1998 und 2002 wurden die Wagen mit einem niederflurigen Mittelteil ausgerüstet und danach als M31 bezeichnet. Die Fahrzeuge des Typs M31 wurden zwischen Juni 2011 und März 2017 ein weiteres Mal modernisiert. Die Arbeiten führten die tschechischen Firmen Ekova Electric und Cegelec Praha durch.[5] Seit 2024 werden sie ein weiteres Mal modernisiert. Škoda Transportation baut insbesondere neue Türen, Leuchtmittel und ein neues Bremssystem ein.[6] Danach werden die Fahrzeuge als M31B bezeichnet. Der erste M31B kehrte im April 2025 nach Göteborg zurück. Durch das Hochwasser in Mitteleuropa im September 2024, welches auch das Škoda-Werk in Ostrava betraf, ergab sich eine Verzögerung von ungefähr vier Monaten. Bei Fertigstellung des ersten Wagens war der Abschluss der Modernisierung aller Fahrzeuge für 2030 vorgesehen.[7]
- 65 Wagen des Typs M32 (niederflurige Multigelenkwagen Sirio, 2004–2013 von AnsaldoBreda, Pistoia, Italien, geliefert).

### Flexity M33/M34

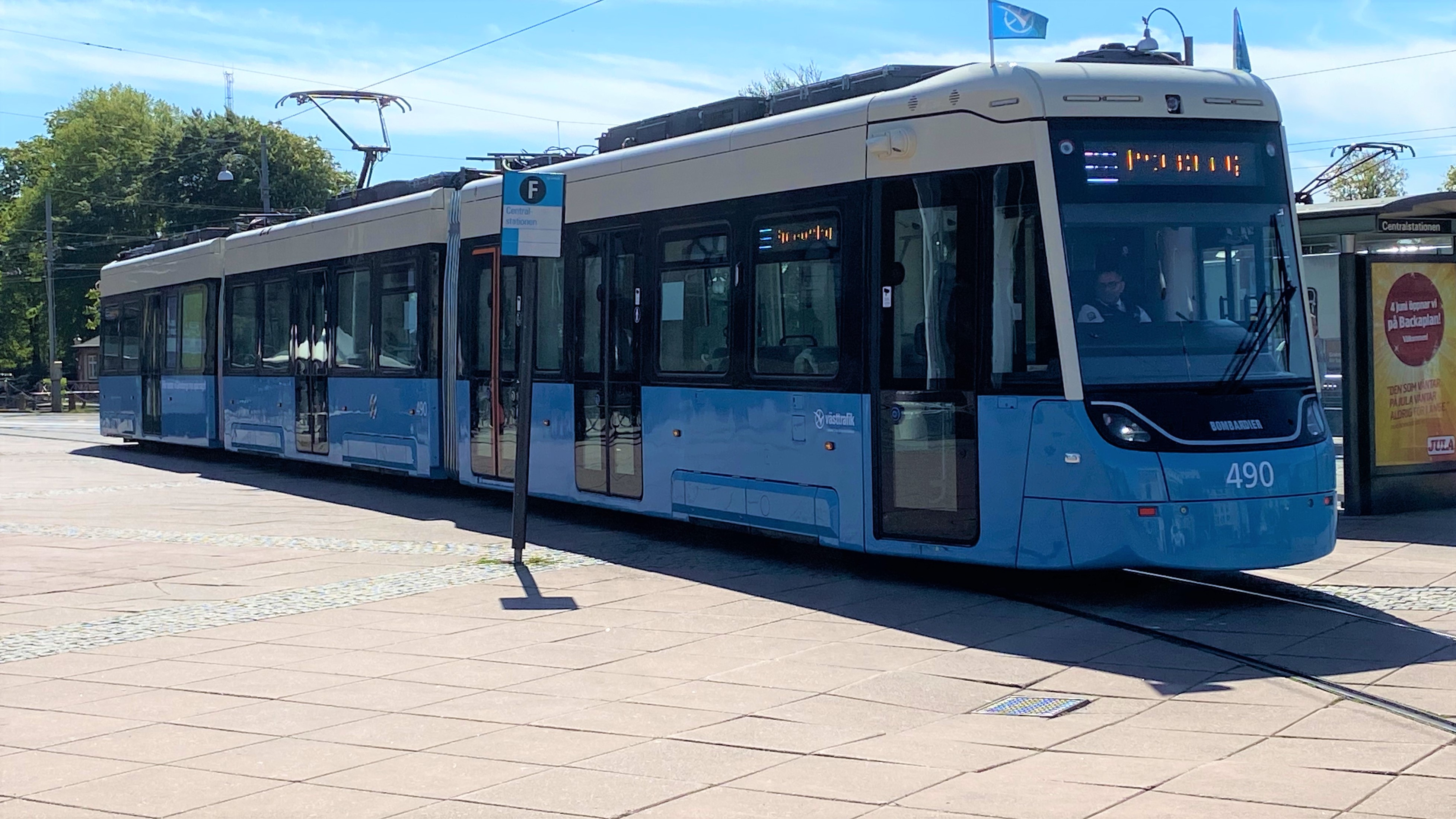
Typ M33B

Für die Lieferung von neuen Triebwagen mit der Bezeichnung M33 erhielt ein Bieterkonsortium, bestehend aus den Unternehmen Bombardier Transportation und Vossloh Kiepe den Zuschlag. Es handelt sich um 30 Einrichtungsfahrzeuge vom Typ A und 10 Zweirichtungsfahrzeuge vom Typ B. Beide Typen sind 33 Meter lang; die Einrichtungswagen bieten 75 Fahrgästen einen Sitzplatz.
Darüber hinaus bestanden Optionen für den Kauf von bis zu 60 weiteren Einheiten, welche in Tranchen von mindestens zehn Triebwagen bis 2026 bestellt werden mussten. Neben den Typen A und B konnte ein Typ C bestellt werden. Dabei handelt es sich um Einrichtungsfahrzeuge mit 45 Metern Länge, die als M34 ausgeliefert werden.
Nach den Anfangsproblemen mit dem Typ M32 bestand der Netzbetreiber darauf, dass die beiden ersten Wagen im Frühjahr 2019 geliefert werden und erst erfolgreich 20.000 km zurückgelegt haben müssen, bevor die Lieferung weiterer Fahrzeuge akzeptiert wird.
Das erste Fahrzeug des Typs M33 aus dem Bombardier-Werk Bautzen wurde im Dezember 2019 übergeben, das zweite im März 2020. Die gesamte Fahrzeugserie wurde mit einem Jahr Verzögerung bis Dezember 2023 ausgeliefert.
Seit August 2024 werden die 60 M34-Fahrzeuge geliefert. Der Einsatz im Fahrgastverkehr begann im Januar 2025. Zwei Fahrzeuge wurden Anfang Februar wegen eines Softwarefehlers außer Betrieb genommen. Zudem wurde festgestellt, dass die Fahrzeuge zu viel Strom verbrauchen, was den übrigen Verkehr beeinträchtigen könnte.

### Übersicht
| Baureihe | Hersteller                              | Lieferung | Anzahl            |
| -------- | --------------------------------------- | --------- | ----------------- |
| M28      | ASJ, Linköping                          | 1965–1967 | 70                |
| M29      | Hägglund & Söner, Örnsköldsvik          | 1969–1972 | 60                |
| M31      | ASEA/ABB, Västerås                      | 1984–1992 | 80                |
| M32      | AnsaldoBreda, Pistoia, Italien          | 2004–2013 | 65                |
| M33      | Bombardier/Alstom, Bautzen, Deutschland | 2019–2023 | 30 Typ A 10 Typ B |
| M34      | Bombardier/Alstom, Bautzen, Deutschland | ab 2024   | 60                |

## Betriebsbahnhöfe
Die Betriebsbahnhöfe in Göteborg sind:

Ringön – im Stadtteil Tingstadsvassen, eröffnet Anfang Juni 2020, Platz für ca. 100 Straßenbahnen im Vollausbau

Majorna (Kungsladugårdshallen) (Mx) – ältester und größter Betriebsbahnhof, eröffnet 1921, Platz für ca. 70 Garnituren, alle Fahrzeuge der Type M28 sind 2025 hier stationiert.

Rantorget(Rtx) – früherer Name Vagnhallen Gårda, eröffnet 1985, am Dach der Remise befindet sich ein Parkhaus.

Slottsskogen (Slx) – gehörte zur Säröbanan, die 1965 stillgelegt wurde, Nutzung als Straßenbahn-Depot ab 2012; 2025 waren die Freiflächen geräumt, Platz für 48 15-Meter-Wagen oder 24 Wagen mit 30 m Länge.

Gårdahallen (Gx) – 1930 erbaut, 8 Gleise, Länge ca. 90 Meter, seit 2011 ist hier das Straßenbahnmuseum beheimatet.

## Fahrscheine
In den Straßenbahnwagen befinden sich Kartenlesegeräte, an denen mit Kreditkarten bezahlt werden kann. Durch das Anhalten der Karte an das Gerät wird automatisch ein Einzelticket für Zone A gelöst. Dieses gilt für 90 Minuten. Außerdem können Mobiltelefone mit der Västtrafik-App benutzt werden (Mobile Ticketing).